# Villanueva de Perales
Villanueva de Perales è un comune spagnolo di 777 abitanti situato nella comunità autonoma di Madrid.

## Galleria d'immagini

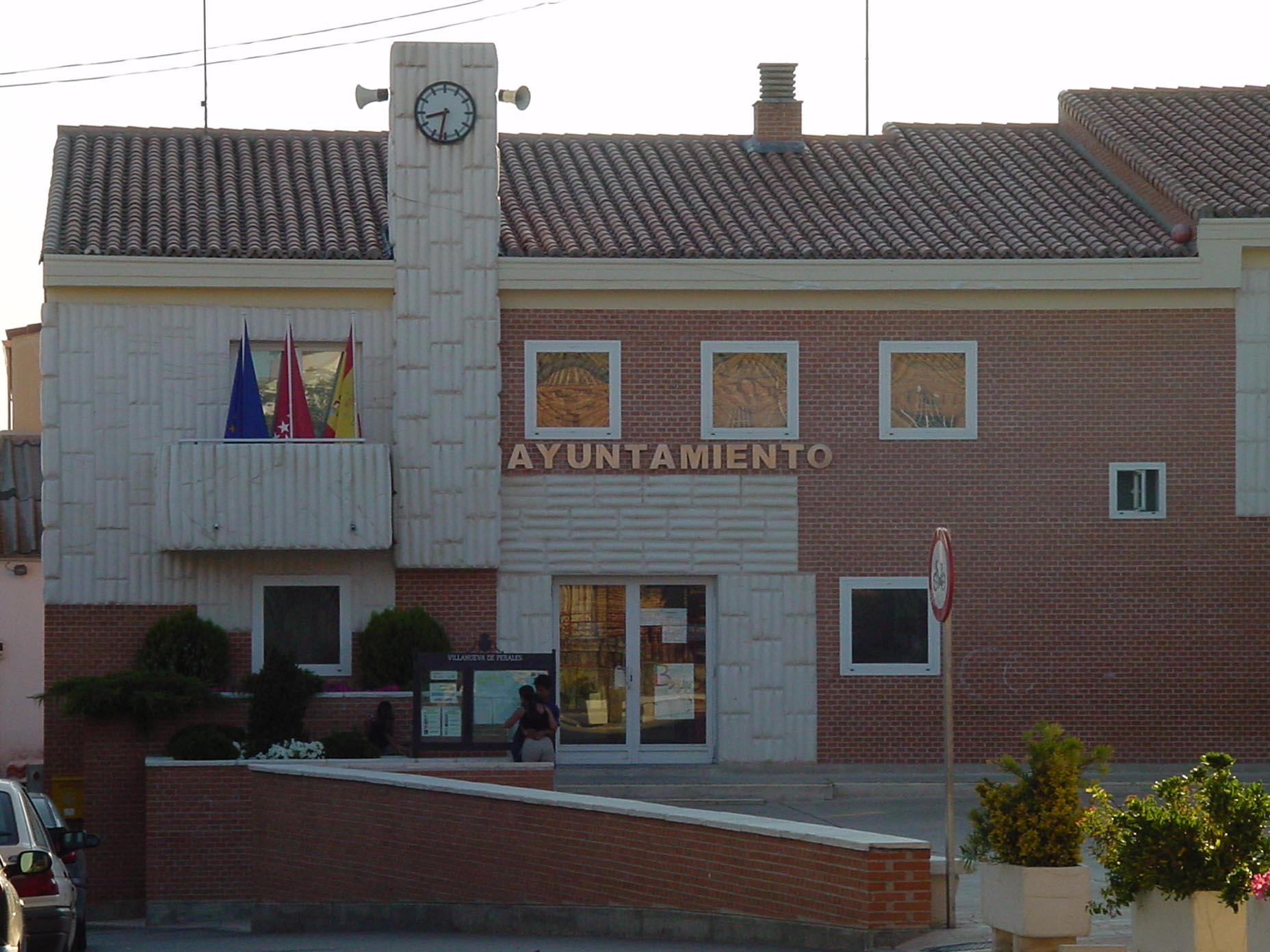
municipio
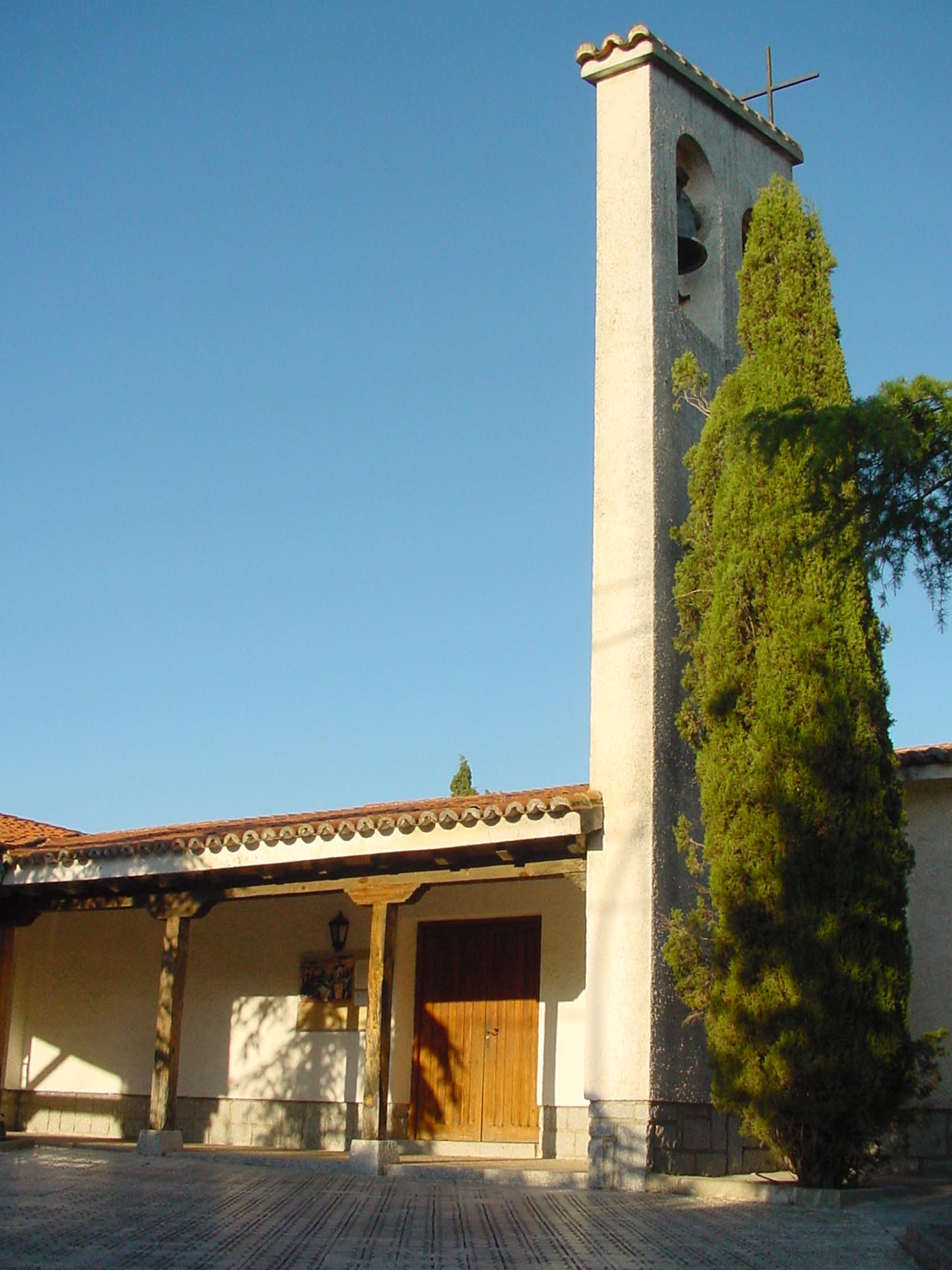
chiesa

- Wikimedia Commons contiene immagini o altri file su Villanueva de Perales